# Bythiospeum nocki
Bythiospeum nocki е вид коремоного от семейство Hydrobiidae. Видът е застрашен от изчезване.

## Разпространение и местообитание
Разпространен е в Австрия.
Обитава сладководни басейни, скалисти дъна на реки и потоци.